# Castelo Balloch

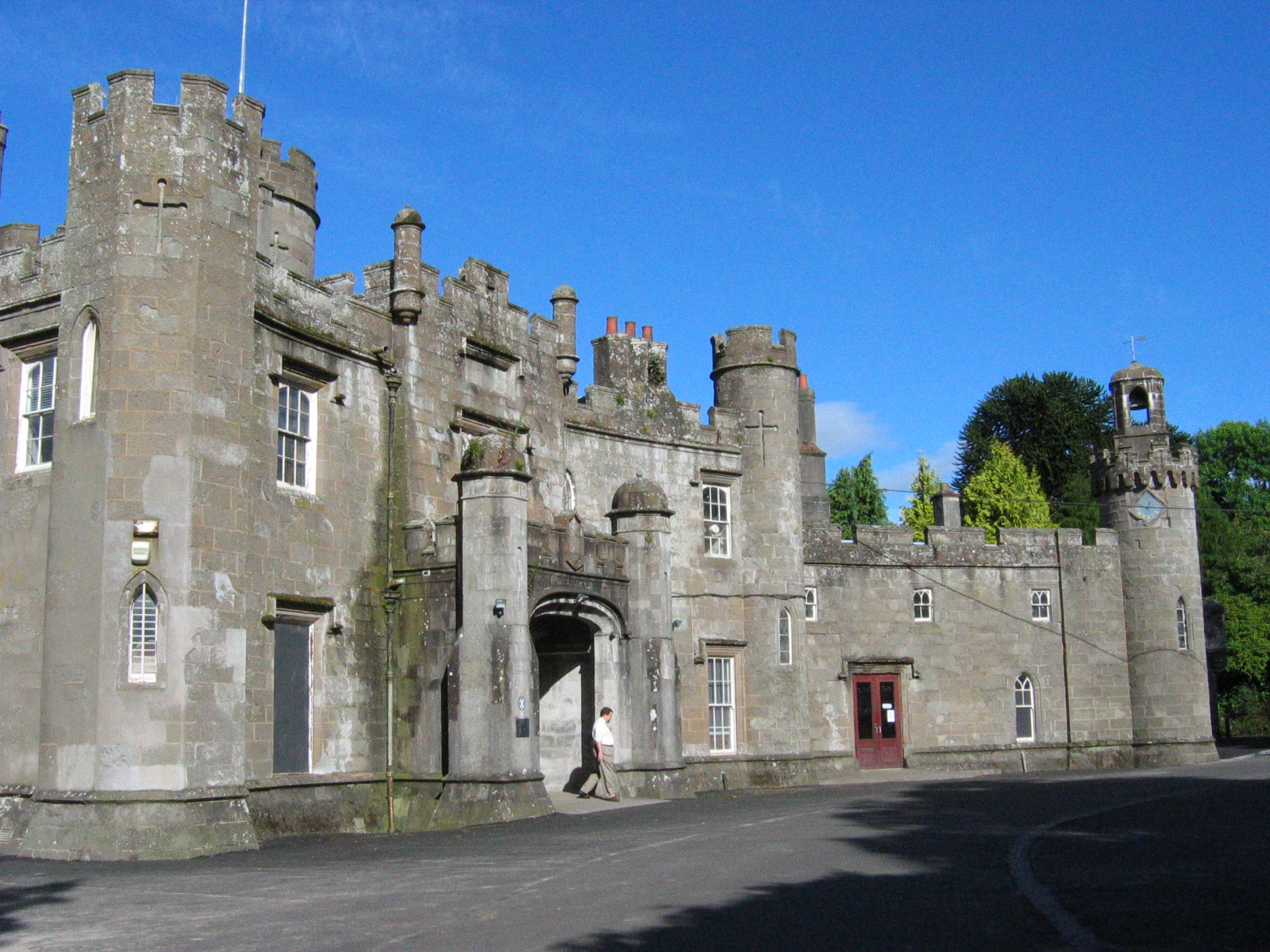
Castelo Balloch, Escócia.

O Castelo Balloch (em língua inglesa Balloch Castle) é um castelo localizado em West Dunbartonshire, Escócia.

## História
Encontra-se classificado na categoria "A" do "listed building" desde 14 de maio de 1971.

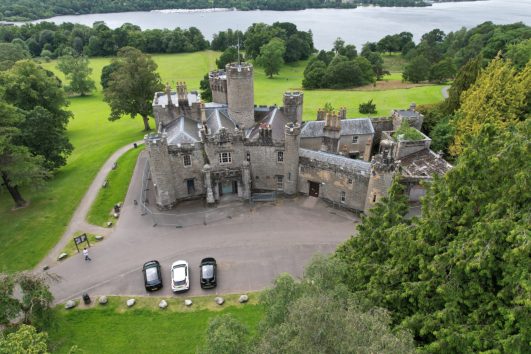
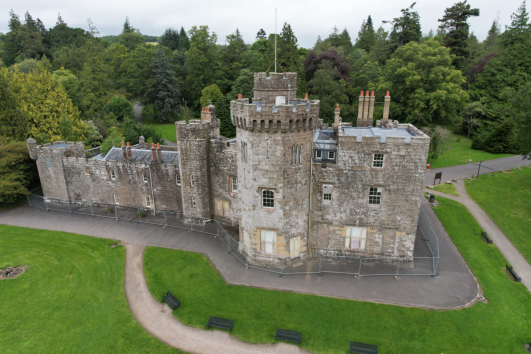
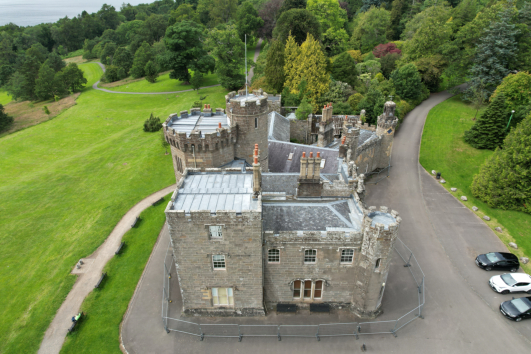
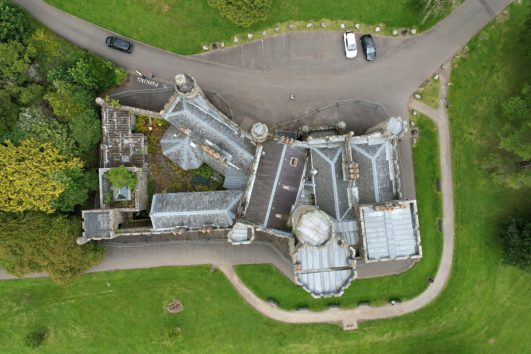